# 알키야다 알무흐하다
알키야다 알무흐하다(아랍어: القيادة الوطنية الموحدة)는 1987년 설립된 팔레스타인 역내 정치동맹이다. 제1차 인티파다 당시 일반 대중들의 지원을 얻기 위해 중요한 역할을 했다. 제1차 인티파다는 팔레스타인 해방기구를 놀라게 했으며, 해방기구는 알키야다 알무흐하다에 간접적인 영향력만 행사할 수 있었다. 알키야다 알무흐하다에는 당시 팔레스타인의 주요 정치 세력이 참여했다. 처음에는 자발적이었던 이 소동에 점차 팔레스타인 해방기구에 충성하고 가자지구와 서안지구에서 활동하던 파타, 팔레스타인 해방대중전선, 팔레스타인 해방민주전선, 팔레스타인 인민당이 참여하였다. 알키야다 알무흐하다는 지속적인 소동을 위해 사회의 응집력에 초점을 맞추었다. 1988년 요르단의 후세인 1세가 서안지구를 요르단에서 분리하기로 선언하면서, 알키야다 알무흐하다는 서안지구의 정치적 공백을 메우기 위해 재조직되었다.